# 471 TCN
471 TCN là một năm trong lịch La Mã.